# Robiquetia
Robiquetia – rodzaj roślin z rodziny storczykowatych (Orchidaceae). Obejmuje 94 gatunki. Występują one w tropikalnej i subtropikalnej Azji i wyspach zachodniego Pacyfiku w takich krajach i regionach jak: Andamany, Asam, Bangladesz, Archipelag Bismarcka, Borneo, Kambodża, Karoliny, południowo-wschodnie i południowo-centralne Chiny, Hajnan, wschodnie Himalaje, Fidżi, Indie, Laos, Małe Wyspy Sundajskie, Malezja, Moluki, Mjanma, Nepal, Nowa Gwinea, Filipiny, Queensland, Samoa, Wyspy Salomona, Sri Lanka, Celebes, Sumatra, Tajlandia, Tybet, Tonga, Vanuatu, Wallis i Futuna. Wszystkie gatunki są epifitami rosnącymi w wilgotnych lasach tropikalnych na wysokościach do około 2000 m n.p.m.

## Morfologia
PokrójŁodyga zwykle wydłużona, pojedyncza lub czasami rozgałęziona, rozpościerająca się lub wisząca, ulistniona.
LiścieNieliczne do wielu, ułożone dwustronnie, podłużne do eliptycznych, tępe lub asymetrycznie wycięte, skórzaste, blaszka stawowato połączona z pochwiastą nasadą która czasami jest nakrapiana fioletowo. Liście opadają w porze suchej.
KwiatyZebrane w kwiatostany wyrastające na boki z węzłów, zwykle zwisające, groniaste lub wiechowate, wielokwiatowe. Kwiaty są odwrócone, listki okwiatu są wolne, podobne do siebie, choć te z wewnętrznego okółka zwykle są mniejsze od listków zewnętrznych. Warżka sztywno przylega do prętosłupa, jest trójpłatowa i wyposażona w ostrogę. Prętosłup bez stopy, z pylnikiem szczytowym. Dwie lub rzadziej cztery pyłkowiny, gdy cztery to w dwóch nierównych parach, gdy dwie – całobrzegie lub częściowo rozszczepione.

## Systematyka
Rodzaj sklasyfikowany do podplemienia Aeridinae w plemieniu Vandeae, podrodzina epidendronowe (Epidendroideae), rodzina storczykowate (Orchidaceae), rząd szparagowce (Asparagales) w obrębie roślin jednoliściennych.
Wykaz gatunków
- Robiquetia aberrans (Schltr.) Kocyan & Schuit.
- Robiquetia adelineana P.O'Byrne
- Robiquetia amboinensis (J.J.Sm.) J.J.Sm.
- Robiquetia amesiana Kocyan & Schuit.
- Robiquetia anceps J.J.Sm.
- Robiquetia andamanica (N.P.Balakr. & N.Bhargava) Kocyan & Schuit.
- Robiquetia angustifolia Schltr.
- Robiquetia arsoniana P.O'Byrne & Gokusing
- Robiquetia arunachalensis (A.N.Rao) Kocyan & Schuit.
- Robiquetia ascendens Gaudich.
- Robiquetia bambusara (King & Pantl.) R.Rice
- Robiquetia batakensis (Schltr.) Kocyan & Schuit.
- Robiquetia bertholdii (Rchb.f.) Schltr.
- Robiquetia bicruris J.J.Sm.
- Robiquetia bifida (Lindl.) Kocyan & Schuit.
- Robiquetia brassii Ormerod
- Robiquetia brevifolia (Lindl.) Garay
- Robiquetia brevisaccata (J.J.Sm.) Kocyan & Schuit.
- Robiquetia callosa (Carr) R.Rice
- Robiquetia camptocentrum (Schltr.) J.J.Sm.
- Robiquetia cerina (Rchb.f.) Garay
- Robiquetia cladophylax (Schltr.) Kocyan & Schuit.
- Robiquetia compressa (Lindl.) Schltr.
- Robiquetia crassa (Ridl.) Schltr.
- Robiquetia crockerensis J.J.Wood & A.L.Lamb
- Robiquetia culicifera (Ridl.) Kocyan & Schuit.
- Robiquetia dentifera J.J.Sm.
- Robiquetia discolor (Rchb.f.) Seidenf. & Garay
- Robiquetia dutertei Cootes, Naive & M.Leon
- Robiquetia eburnea (W.Suarez & Cootes) Kocyan & Schuit.
- Robiquetia enigma Ferreras & W.Suarez
- Robiquetia flammea (R.Boos, Cootes & W.Suarez) Kocyan & Schuit.
- Robiquetia flexa (Rchb.f.) Garay
- Robiquetia forbesii (Ridl.) Kocyan & Schuit.
- Robiquetia gautierensis (J.J.Sm.) Kocyan & Schuit.
- Robiquetia glomerata (Rolfe) Kocyan & Schuit.
- Robiquetia gracilis (Lindl.) Garay
- Robiquetia gracilistipes (Schltr.) J.J.Sm.
- Robiquetia hamata Schltr.
- Robiquetia hansenii J.J.Sm.
- Robiquetia honhoffii (Schuit. & A.Vogel) Kocyan & Schuit.
- Robiquetia ilocosnortensis Calaramo, Cootes & K.Gaspar
- Robiquetia inflata (Metusala & P.O'Byrne) Kocyan & Schuit.
- Robiquetia insectifera (J.J.Sm.) Kocyan & Schuit.
- Robiquetia intricata (Cabactulan, Cootes, M.Leon & R.B.Pimentel) R.Rice
- Robiquetia josephiana Manilal & C.S.Kumar
- Robiquetia juliae (P.O'Byrne) Kocyan & Schuit.
- Robiquetia kawakamii (J.J.Sm.) Kocyan & Schuit.
- Robiquetia kusaiensis Fukuy.
- Robiquetia ligulata (J.J.Sm.) Kocyan & Schuit.
- Robiquetia longipedunculata Schltr.
- Robiquetia luongii (Aver. & V.C.Nguyen) Kumar & S.W.Gale
- Robiquetia lutea (Volk) Schltr.
- Robiquetia lyonii (Ames) Kocyan & Schuit.
- Robiquetia micramphora Cabactulan, Cootes, R.B.Pimentel & M.Leon
- Robiquetia millariae Ormerod
- Robiquetia minahassae (Schltr.) J.J.Sm.
- Robiquetia minimiflora (Hook.f.) Kocyan & Schuit.
- Robiquetia odobenus P.O'Byrne & Gokusing
- Robiquetia orlovii Aver.
- Robiquetia ormerodii Naive, J.A.G.Dalisay & Alejandro
- Robiquetia pachyphylla (Rchb.f.) Garay
- Robiquetia palawensis Tuyama
- Robiquetia palustris (J.J.Sm.) Kocyan & Schuit.
- Robiquetia pantherina (Kraenzl.) Ames
- Robiquetia penangiana (Hook.f.) Kocyan & Schuit.
- Robiquetia pinosukensis J.J.Wood & A.L.Lamb
- Robiquetia punctata (J.J.Wood & A.L.Lamb) Kocyan & Schuit.
- Robiquetia reflexa (R.Boos & Cootes) Kocyan & Schuit.
- Robiquetia rosea (Lindl.) Garay
- Robiquetia roycimatui Calaramo, Cootes, Pugal & Davalos
- Robiquetia sanguinicors (P.O'Byrne & J.J.Verm.) Kocyan & Schuit.
- Robiquetia schizogenia (Ferreras, Cootes & R.Boos) J.M.H.Shaw
- Robiquetia serpentina (J.J.Sm.) Kocyan & Schuit.
- Robiquetia spathulata (Blume) J.J.Sm.
- Robiquetia sphingoides (J.J.Sm.) Kocyan & Schuit.
- Robiquetia steffensii (Schltr.) Kocyan & Schuit.
- Robiquetia succisa (Lindl.) Seidenf. & Garay
- Robiquetia sulitiana (Ormerod) Kocyan & Schuit.
- Robiquetia sylvestris (Ridl.) Kocyan & Schuit.
- Robiquetia tibetica (W.C.Huang & X.H.Jin) P.O'Byrne
- Robiquetia tomaniensis J.J.Wood & A.L.Lamb
- Robiquetia tongaensis P.J.Cribb & Ormerod
- Robiquetia transversisaccata (Ames & C.Schweinf.) J.J.Wood
- Robiquetia trukensis Tuyama
- Robiquetia vanoverberghii Ames
- Robiquetia vaupelii (Schltr.) Ormerod & J.J.Wood
- Robiquetia vietnamensis (Guillaumin) Kocyan & Schuit.
- Robiquetia virescens Ormerod & S.S.Fernando
- Robiquetia viridirosea J.J.Sm.
- Robiquetia wariana (Schltr.) Kocyan & Schuit.
- Robiquetia wassellii Dockrill
- Robiquetia witteana (Rchb.f.) Kocyan & Schuit.
- Robiquetia woodfordii (Rolfe) Garay